# L'altro (fumetto)
(Tagline del crossover)
L'altro  (Inglese: The Other) è un arco narrativo a fumetti con protagonista l'Uomo Ragno, scritta da J. Michael Straczynski, Peter David e Reginald Hudlin, disegnata da Mike Deodato, Pat Lee e Mike Wieringo, e edita dalla Marvel Comics. Il primo dei dodici capitoli del crossover venne pubblicato nel dicembre 2005 e l'arco si concluse nel marzo 2006. In Italia è stato pubblicato nei numeri 445-450 del quindicinale L'Uomo Ragno, tra settembre e novembre 2006. Il primo degli albi è stato distribuito in due versioni, una normale da edicola e una con 32 pagine aggiuntive, contenenti disegni preparatori, schizzi e copertine originali.
L'arco narrativo si dipana nelle tre testate all'epoca dedicate all'Uomo Ragno: Friendly Neighborhood Spider-Man, Sensational Spider-Man e Amazing Spider-Man.

## Trama
(ciò che pensò l'Uomo Ragno mentre massacrava Morlun)
L'Uomo Ragno, dopo uno scontro molto cruento, viene ferito e mutilato gravemente dal vampiro Morlun. Nella prima sanguinosissima battaglia Morlun gli strappa un occhio e vince grazie al fatto che Spider-Man è gravemente malato. Successivamente Peter Parker, incosciente, lascia libero il "Ragno", la sua parte più pura e incontrollabile, uccide il vampiro, per poi morire all'ospedale. Si trasforma quindi in una crisalide dalla quale risorge con nuovi poteri: tutte le sue ferite, le sue malattie sono risanate, persino il suo occhio è ricresciuto, gli spuntano dei pungiglioni dai polsi, riesce a vedere al buio, il suo "senso di ragno" è più che raddoppiato. Questi nuovi poteri (poco usati) verranno misteriosamente persi durante la saga Un nuovo giorno.

### Atto uno
Peter Parker (alias Spider-Man) ha recentemente avuto dei black out fisici, vertigini e sogni enigmatici, che comprendono Morlun, Kraven il Cacciatore, rane, lo zio Ben, e immagini di ragni. Al cospetto di un nuovo nemico, Tracciatore,che sta rapinando una banca, Spider-Man subisce una ferita da proiettile alla spalla. Tracciatore fugge, mentre Peter va a trovare la Dottoressa Castillo, un medico raccomandato a lui da Capitan America, che cura la ferita di Peter e gli fa un esame del sangue. La Dottoressa Castillo informa poi Peter che sta morendo e Peter riferisce la tragica notizia alla moglie, Mary Jane Watson.
Più tardi May Parker si sveglia da un sogno strano e, dopo essere stato sgridato da Peter, va in cucina e trova Tracciatore. Tracciatore le dice che è un Vendicatore di riserva che è lì per vegliare su di lei. Durante la loro conversazione, dice a May che è un dio delle macchine, nello stesso modo che l'uomo ha creato gli dei, le macchine lo hanno creato. Nel frattempo, Spider-Man sta combattendo robot di Tracciatore in città quando i suoi poteri iniziano a fallire. Morlun lo affronta e dice a Peter che avrebbe preferito vederlo deteriorarsi che combatterlo. Spider-Man torna a casa e, trovato Tracciatore, lo attacca. Tuttavia, Tracciatore, valutata la salute di Peter, si rifiuta di combattere contro di lui nel suo stato attuale. Peter diventa furioso per l'atteggiamento disinvolto di Tracciatore riguardo ai suoi piani per uccidere zia May, e lo strangola a morte. La sua pelle si scioglie, rivelando che era in realtà una macchina.

### Atto due
Peter va a trovare Mister Fantastic, che gli dice che la sua condizione non è causata da un cancro o una malattia infettiva virale o batterica. Egli è informato da Calabrone che la malattia è stata causata da una radiazione a base di malattie infettive. Peter va a trovare Bruce Banner, un esperto di radiazioni a base di mutazione. Dopo che l'Uomo-Ragno sconfisse Hulk (anche grazie all'aiuto di Mr. Fantastic, Iron Man, Giant Man e Golia) Banner dice a Peter che il tasso di l'infezione si sta diffondendo e una cura non potrebbe essere sviluppata in tempo. Peter vede quindi la Pantera Nera (che aveva mappato il genoma umano cinquanta anni prima degli scienziati occidentali) su suggerimento di Banner, ma anche lui non riesce a trovare la fonte della malattia di Peter. Tornato a New York, Peter incontra Bue dei Duri e, pensando fosse Morlun, combatte con lui. Nella sua rabbia, Peter arriva quasi ad ucciderlo, non fosse stato per l'intervento di Daredevil, li pronto a fermarlo. Più tardi, Peter va dal Dottor Strange, il quale gli dice che non può usare la sua magia per curarlo e gli comunica di prepararsi alla morte.
Peter, Mary Jane e zia May vanno in Latveria per utilizzare la macchina del tempo del Dottor Destino per vedere scene del passato della sua vita, come ad esempio il giorno in cui Richard Parker e Mary Fitzpatrick, i genitori di Peter Parker, lo affidarono alle cure di zio Ben e zia May. Dopo il ritorno alla Stark Tower, Peter prevede un viaggio a Las Vegas con Mary Jane, nella suite di Tony Stark, pensando di usare il suo senso di ragno per vincere al blackjack, nella speranza di fare soldi a sufficienza per la sua famiglia dopo che sarà morto. A New York, Morlun è alla ricerca di Spider-Man, invano, visto che Peter e Mary Jane si trovano in una delle capsule spaziali di Tony Stark, da cui osservano la Terra.
Più tardi, Peter cerca di schiarirsi le idee volteggiando con la ragnatela. Non si aspetta di essere attaccato, ma Morlun coglie Peter di sorpresa. Ne consegue una lotta che scaraventa Spider-Man nell'ufficio J. Jonah Jameson. Spider-Man sposta quindi la lotta nella Empire State University, dove è stato morso dal ragno che gli ha dato i suoi poteri. La lotta si intensifica. Dopo una serie estenuante di pugni e calci, Spider-Man comincia a pensare che ha la vittoria in pugno, dopo un duello titanico ed epico infuriato in tutta la città. Tuttavia, Morlun sembra non aver subito conseguenze dalla battaglia, colpisce Spider-Man, gli cava l'occhio sinistro e lo divora. Morlun poi picchia violentemente Spider-Man, lasciandolo in una pozza di sangue e privo di sensi.

### Atto tre
Prima che Morlun possa uccidere Spider-Man, giunge la polizia e Morlun lascia Spider-Man sanguinante, incosciente. I paramedici portano un quasi morto Spider-Man in ospedale. I Vendicatori e Mary Jane Watson sentono quello che è successo in televisione, e comprendono che le lesioni che Spider-Man sono troppo severe. Morlun arriva nell'ospedale dove Peter è ricoverato per finirlo, ma MJ tenta di fermarlo. Morlun vanifica i suoi sforzi e le rompe anche un braccio. Peter si sveglia improvvisamente, e utilizzando le ultime forze, diventa selvaggio ed animalesco; il ragno dentro di sé prende il sopravvento (gli spuntano denti aguzzi e pungiglioni dai polsi), attacca Morlun, spingendolo in terra e impalandogli le braccia al pavimento con i suoi pungiglioni. Peter poi morde al collo Morlun, uccidendolo. Successivamente Peter dice addio a MJ e cade a terra, apparentemente morto. Zia May apprende da Mary Jane la notizia, Iron Man porta il corpo di Spider-Man via dall'ospedale, in modo che il pubblico non saprà che è morto.
Mary Jane, zia May, e Jarvis, il maggiordomo di Iron Man, si riuniscono per addolorarsi per la morte di Peter. Dopo aver ispezionato il corpo, Mary Jane parla con Capitan America e Iron Man sul come divulgare l'identità segreta di Spider-Man. Più tardi Wolverine flirta con MJ, ma senza alcun risultato, Mary Jane la concepisce come un altro dei tentativi di Wolverine di sedurla, si scopre poi che Wolverine ha fatto un tentativo di distogliere la mente della rossa dalla perdita del marito. Dopo aver dormito, Mary Jane ha una conversazione con un altro membro dei Vendicatori, la Donna Ragno (Jessica Drew), che le dice che i loro poteri derivano dal ragno, e che lei poteva sentire quando Peter stava per morire, questo, ovviamente, attraverso il lato mistico dei loro poteri. Sia Donna Ragno che Spider-Man ha ottenuto i propri poteri attraverso le radiazioni che coinvolge una qualche forma di DNA di ragno; quindi i loro poteri sono estremamente simili. All'improvviso c'è un forte rumore che proviene dalla camera dove è conservato il corpo di Peter Parker. Mary Jane e i Vendicatori arrivano sulla scena, per scoprire che il corpo di Peter è stato scavato completamente all'interno, lasciando un involucro vuoto. A giudicare dalla quantità di vetro fuori dalla finestra, Capitan America intuisce che l'intruso che ha fatto questo al corpo di Peter non è entrato dalla finestra. Mary Jane scopre quindi l'accaduto: tutto ciò che rimane di Peter è la sua pelle. La scena seguente vede un insegnante che spiega alla sua classe e come i ragni cambino pelle e comincino una nuova vita. Si nota quindi un bozzolo di ragnatela attaccato al ponte di Brooklyn.
Molti giorni sono trascorsi da quando di Peter è rimasta solo la pelle: Iron Man vola sulla città alla ricerca di chi ha potuto causare questo a Peter. Sotto il ponte di Brooklyn, Peter dorme dentro il suo bozzolo e ha un sogno strano. Una voce gli dice che non ha mai capito quello che era, accusandolo di essere troppo spaventato per essere veramente un "Uomo Ragno", solo concentrandosi sulla parte umana e trascurando la parte ragno. Morlun è riuscito a uccidere la parte umana di Peter, ma il ragno in lui è sopravvissuto e ha ucciso Morlun, salvando entrambi. La voce gli dice che sarà solo rinascere se accetta entrambe le parti, e lo avverte che Peter possa rinascere in modo molto diverso. L'anima di Peter è d'accordo e rinasce, esteriormente umano. Si reca alla torre dei Vendicatori e giura a Mary Jane e a zia May che non li lascerà più. Più tardi nella notte, Peter si reca al laboratorio dove c'è la sua pelle e ricorda il monito finale della voce: "Sei l'uomo che sognava di essere un ragno o il ragno che sognava di essere un uomo? Sei quello?. .. o sei l'Altro?". Peter rimuove poi l'anello nuziale dal dito della sua pelle vuota e torna a letto.

### Atto quattro
Peter fa un check-up da Stark. Le sue ferite causate dai vecchi nemici sono guarite, compreso il suo occhio sinistro mancante, le tonsille che ha perso in quarta elementare sono ricomparse. Stark gli dice che il suo "contachilometri è stato resettato". Prima che i test potessero continuare, zia May li ferma e dice a Peter di "andare a giocare." Così Peter e Mary Jane escono a fare un giro per la città, parlando di come si sentono relativamente ai recenti avvenimenti che si sono verificati. Nel frattempo, alla Stark Tower, ragni pirati hanno iniziato a mangiare il vecchio corpo morto di Peter. Quando Spider-Man ritorna, trova la parte superiore della torre coperta di ragnatela. All'interno della torre, Spider-Man trova i ragni dei pirati che ricoprono totalmente il vecchio corpo di Peter. Utilizzando la pelle di Peter come base, hanno formato un corpo proprio. Durante la battaglia il pungiglione che l'Uomo Ragno ha usato per combattere Morlun appare ancora una volta, confondendolo, visto che "I ragni non hanno pungiglioni!". Prima che ogni altra cosa possa accadere, il corpo con i ragni pirata attraversa le pareti della Torre Stark e scappa via, verso le fogne, poi, successivamente costituisce un bozzolo in una chiesa. Spider-Man racconta ai Vendicatori l'accaduto, i quali vogliono eseguire dei nuovi test più approfonditi su di lui.
Intanto Flash Thompson, svegliatosi dal coma, tenta di ottenere un lavoro presso la scuola dove Peter insegna. Il risveglio dal coma non è stato totale, mancandogli infatti alcuni ricordi (chiama ancora Peter il "Pavido Parker" e dice che non lo vede dai tempi del liceo.
Peter segue l'essere ultraterreno (che può essere "L'Altro"), solo per informarlo che sono due parti dello stesso insieme, che le forze di ragno cosmiche sono in lizza per il controllo della sua vita e che lei (l'essere possiede riconoscibili fattezze femminili) è il suo opposto.
Peter è ancora in uno stato di confusione e sta avendo una sorta di crisi d'identità dopo la sua rinascita. Contemplando gli eventi dei giorni passati, Spider-Man si precipita sulla scena di un'esplosione in cui un edificio è stato demolito ed alcune persone sono intrappolate sotto le macerie. Spider-Man comincia rapidamente a "scavare" nei resti del palazzo, e nel suo tentativo di trovare sopravvissuti, scopre di avere nuovi poteri, tra cui la visione notturna, la capacità di sentire le vibrazioni attraverso la ragnatela e la capacità di aderire agli oggetti attraverso la pelle sulla schiena, che gli permette di trasportare in modo sicuro elementi come la bambina che ha trovato e salvato.
Spider-Man salva con successo gli altri superstiti e viene a sapere che i suoi nuovi poteri sono comparsi perché ora "abbraccia l'Altro".
Peter torna poi a casa per stare con Mary Jane e guardano insieme il telegiornale della sera che ritrae Spider-Man come un eroe. La storia si conclude con Tony Stark che inizia a lavorare al progetto di un nuovo costume di Spider-Man (la versione iron di Civil War )